# デジコン (漫画)
『デジコン』は、小田智仁の日本の漫画作品。『週刊少年サンデー』（小学館）にて、2014年40号から2015年15号まで連載。

## あらすじ
温泉旅館の娘・シホの目の前に、地球侵略のため突如現れた最強の宇宙人・オメガ。しかし、オメガによって母星を滅ぼされた宇宙人エリーザが現れ、オメガの頭に、宇宙戦闘民族を操るためのアンテナを取り付けられてしまう。エリーザを撃退したもののアンテナは取れず、しかもそのコントローラーはシホの物になる。力を封印された上に操られるようになったため、オメガは仕方なく星ノ温泉を手伝うことになる。

## 登場人物
デジラオキ・セコ・オメガ
128個もの星を滅ぼしてきた最強の宇宙人。名前が長いため、シホに「デジ郎」と名付けられる。地球を侵略しに来たが、宇宙人エリーザによって、力を封印されコントローラーで操られるアンテナを付けられてします。コントローラーがシホの物になってから、仕方なく星ノ温泉を手伝うことになる。元々の戦闘力は53万であったが、コントローラーによって0.2になってしまう。
保志野シホ
温泉旅館「星ノ温泉」の娘。よく不良と間違えられる。オメガを操るコントローラーの持ち主。

## 書籍情報
- 小田智仁『デジコン』 小学館〈少年サンデーコミックス〉、全3巻
  1. 2014年10月17日発売、ISBN 978-4-09-125448-1
  2. 2015年02月18日発売、ISBN 978-4-09-125608-9
  3. 2015年05月18日発売、ISBN 978-4-09-125836-6